# Ossun-ez-Angles

Ossun-ez-Angles este o comună în departamentul Hautes-Pyrénées din sudul Franței. În 2009 avea o populație de 39 de locuitori.

## Evoluția populației
| An        | 1975 | 1982 | 1990 | 1999 | 2006 | 2009 |
| --------- | ---- | ---- | ---- | ---- | ---- | ---- |
| Populație | 24   | 18   | 19   | 32   | 34   | 39   |